# شكلة
حط الشكلة على البقله على الدبوس حيرتني بنت الحرام منين ابوس ... حبيب علي

## المصطلحات
تعود مصطلحات التنقيط والإعجام والشكل إلى العصور الإسلامية الأولى بعد أن اختلط العرب بغير العرب وبرزت الحاجة لدعم النص العربي المبهم إلى حد كبير بعلامات إضافية تسهل من قرائته. فكان أولا أن ظهر التنقيط، والذي كان يحقق غرضين مختلفين هما تمييز الصوامت المبهمة عن بعضها (وهو ما سمي بالإعجام) وتبيان الصويتات أو أصوات العلة التي لا يظهرها النص العربي (وهو ما سمي بالشكل أو التحريك). ثم استغني عن تنقيط التحريك فيما بعد واستبدل بعلامات التشكيل المعروفة الآن بينما بقي تنقيط الإعجام كما هو. ينسب الفضل في ابتداع علامات التشكيل للخليل بن أحمد الفراهيدي.

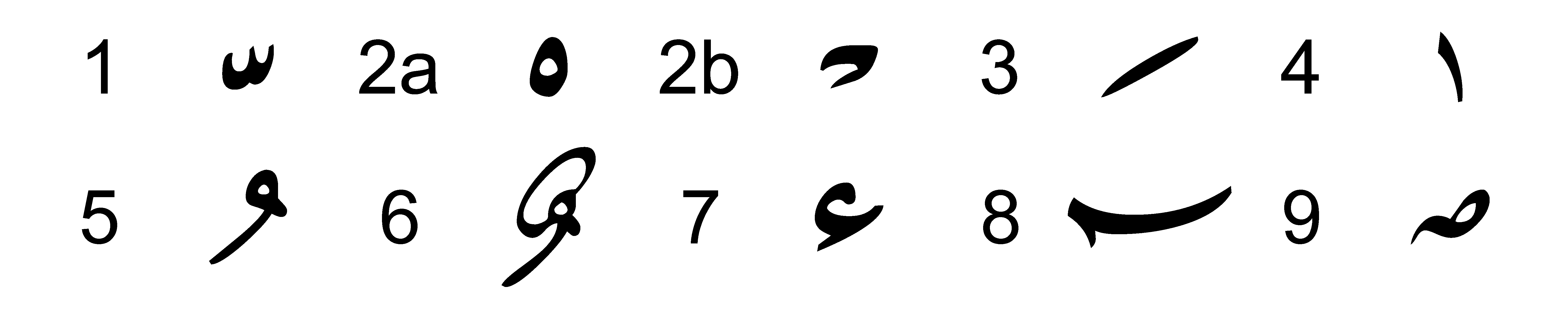
علامات تشكيل عربية

## الشكلات في اللغات السامية
نظرا للتطور التاريخي الخاص للأبجديات السامية فإن معظم هذه الأبجديات تظهر أصوات صامتة فقط ولا تظهر الصويتات أو أصوات العلة. ونظرا لأن معظم أبجديات اللغات السامية المركزية (ومنها العربية) مشتق من الأبجدية الفينيقية التي لم يكن فيها إلا 22 حرفا فقط فإن معظم هذه الأبجديات تميز بالإبهام حتى فيما يخص تمثيل الصوامت.
حلت اللغات السامية المختلفة مشكلة غياب أصوات العلة بإدخال الشكلات (علامات تشكيل) تظهر أصوات العلة الغائبة؛ فكان أن أدخلت هذه العلامات على الأبجدية الحبشية والتي تطورت مع حلول القرن الميلادي الرابع إلى نظام شبيه بـ نظام كتابة مقطعي يعرف بالأبوجيدة. وأما بالنسبة للغات السامية الشمالية الغربية فإن استخدام حروف الصوامت شبه المعتلة (وهي الياء والواو) بالإضافة إلى الهمزة والهاء للترميز لأصوات العلة لم يكن عملية كاملة حيث أن هذا النظام في الترميز والذي يعرف بأم القراءة تطور تدريجيا ليرمز لأصوات علة من أنواع معينة وفي حالات ومواقع معينة دون غيرها.
أما أول أنظمة التشكيل المتكاملة فلم تظهر إلا فيما بعد القرن السادس الميلادي حيث ظهرت أنظمة النقود العبرية أولا في بابل وفلسطين ثم في طبرية، والنظام الطبري هو الشائع الاستخدام حاليا؛ وهذه الأنظمة كانت تستخدم نقاطا وأشكالا أخرى خطية فوق أو تحت الحروف لترمز لأصوات العلة المختلفة بالإضافة لمآرب أخرى. وفي نفس الفترة تقريبا ظهرت أنظمة التشكيل السريانية، وهي نظامان— النظام النسطوري (الشرقي) والنظام اليعقوبي (الغربي). النظام النسطوري هو نظام نقطي بالكامل ويتميز بالتعقيد واللاعملية وهو غير شائع الاستخدام حاليا، ويستخدمه تحديدا المسيحيون السريان النساطرة الذين يسمون أنفسهم الآن بالآشوريين. أما النظام اليعقوبي الذي ابتدعه مار يعقوب الرهاوي في القرن السابع فيستخدم الأحرف اليونانية للتشكيل ويتميز بالسهولة واليسر بالإضافة إلى جمال الشكل وهو النظام شائع الاستخدام في الغرب. وأما بالنسبة للتشكيل العربي فقد ذكرت قصته في الأعلى.
قصة الإعجام هي شبيهة بقصة التشكيل ولكن اللغات التي احتاجت للإعجام هي فقط اللغات ذات الأبجديات المشتقة من الأبجدية الفينيقية وهي تحديدا العبرية والآرامية والعربية. طريقة الإعجام كانت متشابهة في كل هذه اللغات وذلك من خلال إضافة نقاط فوق أو تحت أو داخل الحروف الملتبسة.
من الاستخدامات الأخرى لعلامات التشكيل في اللغات السامية ما يلي:
- توضيح موقع نبرة الصوت (في العبرية).
- توضيح تشديد الحروف (في العبرية والعربية).
- توضيح اللفظ القاسي واللين للصوامت الانفجارية (في العبرية والسريانية).
- توضيح لفظ الحرف من عدمه (في العبرية والسريانية والعربية).
- توضيح لفظ التنوين من عدمه (في العريية).

الحرف اللاتيني A تعلوه نبرة ثقيلة

## علامات التشكيل في اللغات الغربية
لا تعاني أي من اللغات الغربية من مشكلة غياب أصوات العلة ولذلك فإن التشكيل في تلك اللغات له أهداف أقل أهمية منه في اللغات السامية. من العلامات الشائعة في الأبجديات اليونانية واللاتينية ما يلي:
- (´) نبرة حادة.
- (ˋ) نبرة ثقيلة.
- (ˆ) ثنية محيطة.
- (ˇ) كارون.
- (˙), (.) نقطة.
- (¨) دياريس أو أوملاوت في الألمانية.
- (¯), (ˍ) ماكرون.
- (˘) بريف.
- (˜) تلدة.
- (¸) سيديلة.